# Docteur Fatalis
Pour Marc Faber, conseiller financier suisse surnommé Dr. Doom, voir Marc Faber.
Pour les articles homonymes, voir Doom (homonymie).
Victor von Fatalis (Victor von Doom en VO), alias le Docteur Fatalis (« Doctor Doom » en VO) est un super-vilain évoluant dans l'univers Marvel de la maison d'édition Marvel Comics. Créé par le scénariste Stan Lee et le dessinateur Jack Kirby, le personnage de fiction apparaît pour la première fois dans le comic book Fantastic Four #5 en juillet 1962.
Principal ennemi des Quatre Fantastiques, Fatalis est un génie scientifique mégalomane et l'un des super-vilains les plus importants de l'univers Marvel ; il a d'ailleurs tenté à plusieurs reprises de conquérir le monde et a eu à affronter les plus grandes puissances de cet univers.

## Création et inspiration
Lors de la création du personnage en juillet 1962, Jack Kirby et Stan Lee s'inspirent directement de l'apparence de la figure mythologique de la Mort, incorporant à l'apparence de Fatalis un capuchon et une armure noire pour souligner son côté inhumain.

## Biographie du personnage

### Jeunesse
Alors que Victor von Fatalis (en version originale Victor von Doom) est encore un jeune enfant, son père, le guérisseur gitan Werner von Fatalis, et sa mère, la sorcière Cynthia von Fatalis, sont pourchassés par les autorités locales du roi Vladimir (connu également sous le titre du « Baron ») et par la classe dirigeante de l’État de Latvérie (un petit pays d'Europe centrale), comme tous les autres Gitans.
Cherchant un meilleur avenir pour son fils, Cynthia en appelle alors aux forces du monde infernal de Méphisto et réalise avec lui un pacte, échangeant avec l'entité démoniaque son âme mortelle en échange de pouvoirs mystiques afin de vaincre ses ennemis. Mais Méphisto, qui avait augmenté ses pouvoirs, ne lui en avait pas donné le contrôle et, bien qu'elle réussisse à abattre les soldats du Baron qui tourmentaient la tribu gitane, les pouvoirs instables de Cynthia causèrent également de lourdes pertes sur d'innocents enfants du village. Alors qu'elle renonce à ses pouvoirs, elle est abattue par un soldat mourant. À sa mort, son âme est capturée par Méphisto, comme prévu dans le marché passé avec elle.
Des années plus tard, le père de Fatalis est mandé auprès du Baron pour ses talents de guérisseur afin de soigner la femme de celui-ci, atteinte d'un cancer ; cependant, l'épouse du monarque est si gravement malade que Werner ne peut que retarder l'inévitable. Sachant que le Baron le liquidera si sa femme meurt, Werner s'échappe du camp avec son fils Victor, fuyant vers les montagnes profondes alors que l'hiver approche. Avec les soldats du Baron à leurs trousses, Werner brave les intempéries, protégeant le jeune Victor avec ses propres vêtements pour qu'il survive à la neige et au froid glacial. Ils sont retrouvés par Boris, un membre de leur tribu, mais Werner est alors mourant. Avant de mourir, il demande à son ami Boris de s'occuper de Victor, ce dernier étant maintenant empli de rage contre la société qui a tué ses parents et tourmenté son peuple.

### Adolescence
À l'adolescence, le jeune Victor von Fatalis découvre l'héritage de ses parents : un coffret d'herbes médicinales et un autre contenant des objets magiques. Il apprend à se servir de l'un et de l'autre, si bien qu'il est remarqué par un scientifique américain qui lui offre une bourse pour aller étudier aux États-Unis où il rencontre Red Richards, le futur chef de l'équipe des Quatre Fantastiques.
Devenu un étudiant brillant mais hautain et froid, Victor tente de mettre au point un appareil pour communiquer avec l'âme de sa mère défunte. Mais, quand Red Richards, à la relecture des notes de Fatalis, lui signale un problème de conception, le Latvérien n'en tient pas compte. À peine mise en marche, sa machine explose. Grièvement blessé par l'explosion, Fatalis est ensuite chassé de l'université, persuadé que Richards est responsable de son échec (ce qui expliquera son opposition permanente aux Quatre Fantastiques par la suite).
On apprendra plus tard que c'est Ben Grimm (la future Chose) qui avait modifié secrètement la machine, méprisant Victor pour l'attitude hautaine et supérieure qu'il manifestait alors. Grimm se reprochera plus tard être à l'origine de la chute initiale de Fatalis dans le mal et de son ascension au pouvoir en Latvérie, mais n'a jamais révélé cette information à qui que ce soit.

Le visage défiguré, Fatalis se rend au Tibet dans un monastère où il est le premier étranger à pénétrer depuis des siècles. Apprenant le savoir des moines tibétains en matière de sorcellerie orientale, il prend rapidement leur tête. Il conçoit ensuite une armure qui ne le quittera plus. Au moment de poser le masque de l'armure, il met celui-ci alors qu'il est encore rouge, à peine sorti du feu, et prononce ces mots : 

« Victor von Fatalis n'est plus qu'un souvenir… au même titre que la beauté de son visage. Il n'y a plus que le Docteur Fatalis. »

### Roi de Latvérie

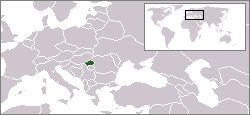
Localisation de la Latvérie sur une carte de l’Europe centrale.

De retour en Latvérie, le Docteur Fatalis va renverser la tyrannie régnante et se proclamer monarque absolu. Il va apporter la paix et la prospérité aux habitants du pays, notamment grâce à sa science en robotique. Détesté par la quasi-totalité du monde, il sera autant vénéré que craint par ses sujets.
Le monarque va dès lors tenter d'accomplir ses trois buts principaux : se venger de Red Richards, conquérir le monde et sauver sa mère de l'enfer :
- il se vengera de Red Richards à plusieurs reprises : que ce soit en discréditant son savoir scientifique, en le faisant douter de ses propres capacités et en montant ses proches contre lui[7], ou en s'attaquant directement à ses proches[8]. Pourtant, il ne réussira jamais à dissoudre la « famille » incarnée par les Quatre Fantastiques.
- par deux fois, il parviendra à conquérir le monde. La première fois grâce à un gaz répandu sur Terre qui soumet tous les hommes à sa volonté. Il sera vaincu par Magnéto associé aux Champions, et plus particulièrement au Ghost Rider[9]. La seconde fois, il neutralise tous les super-héros (et le reste des habitants de la Terre) en utilisant le pouvoir de soumission de l'Homme-pourpre qu'il a capturé. Contre toute attente, il fera régner une ère de paix et d'égalité entre les hommes, en échange d'une soumission totale. Toutefois, il finira par renoncer à ce pouvoir en comprenant que la bataille et la conquête lui sont plus agréables que la tranquillité d'un pouvoir incontesté, obtenu trop facilement[10].
- il libérera sa mère des enfers en s'alliant avec le Docteur Strange, personnage pourtant peu enclin à aider les êtres malfaisants. Grâce au savoir occulte de Strange et à la ruse de Fatalis, les deux hommes parviendront à prendre le Diable à son propre jeu et à sauver l'âme de la mère du Latvérien, avant de revenir sains et saufs sur Terre[11].

## Capacités, pouvoirs et équipement

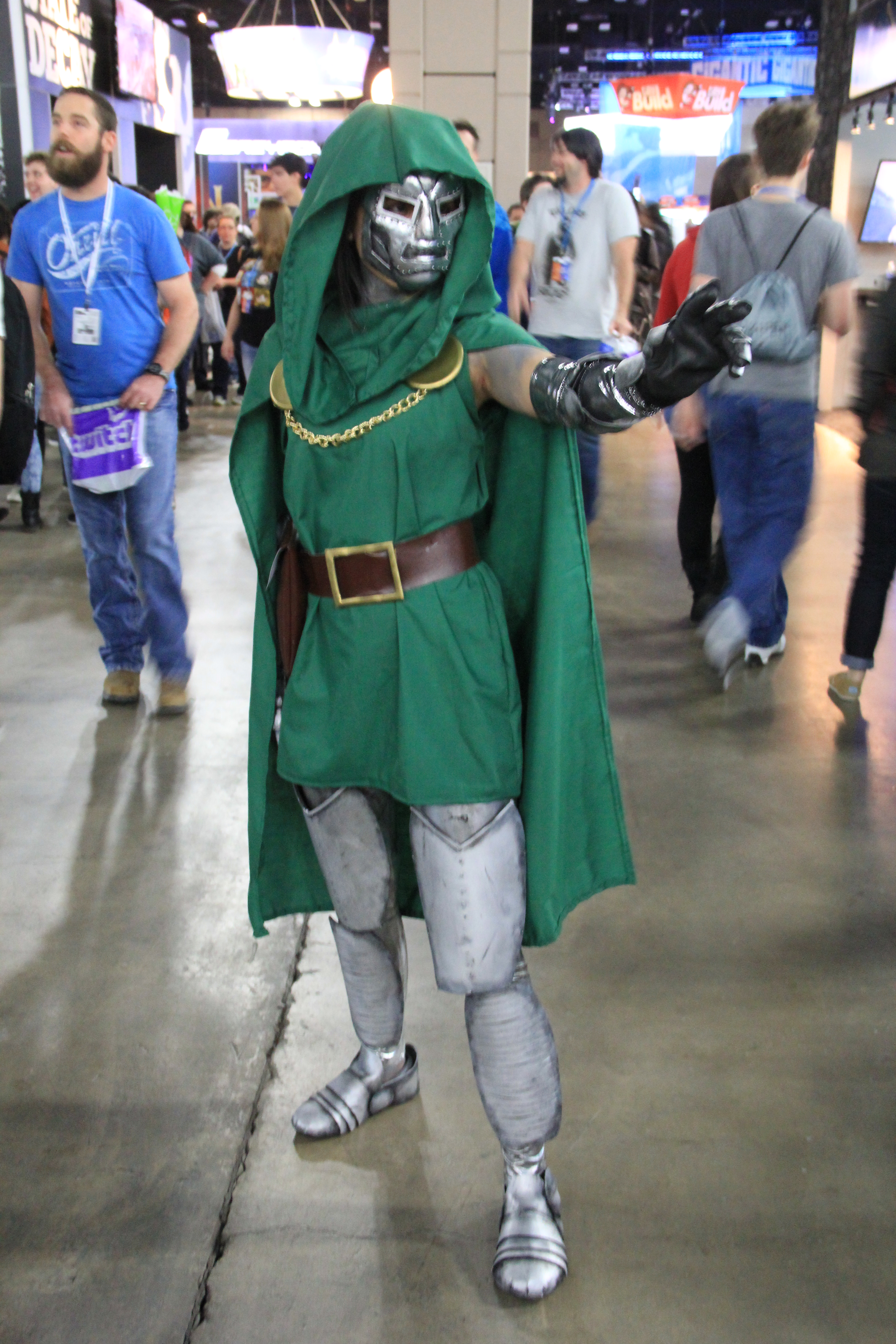
Cosplay du Docteur Fatalis.

### Capacités
Victor von Fatalis est un génie scientifique polymathe (connaissance approfondie d'un grand nombre de sujets différents), voire un savant fou, avec un niveau scientifique comparable à celui de Red Richards, Bruce Banner, Tony Stark ou Hank Pym. Il possède notamment une expertise en robotique, cybernétique et dans la physique trans-einsteinienne, ainsi qu'en génétique, technologies de l'armement, biochimie et dans le voyage temporel. C'est également un leader né, un stratège brillant et un manipulateur hors pair.
Durant toute l'histoire de sa publication, le Docteur Fatalis a été décrit comme l'un des êtres humains les plus intelligents de l'univers Marvel. Ceci est montré à plusieurs reprises, la plus célèbre étant lorsqu'il parvint à guérir Ben Grimm de sa forme de Chose, exploit que Red Richards n'a jamais pu réitérer. D'un autre côté, Richards a réussi à traiter tous les calculs informatiques nécessaires pour sauver la vie d'une Kitty Pryde bloquée dans son état d'intangibilité et qui menaçait d’être désintégrée, ce que Fatalis a prétendu à l'époque être incapable de faire seul.
Pour arriver à ses fins, Fatalis a conçu et fabriqué un nombre impressionnant d'appareils et d'inventions, notamment des appareils capables de donner des super-pouvoirs et plusieurs variétés de robots. Parmi ses créations les plus impressionnantes, on trouve le système rapetissant, des cyborgs tels que Darkoth (en) ou Dreadknight et la première machine à voyager dans le temps.
Sa nature stratégique et calculatrice l'a souvent conduit à faire usage de « Fatalibots » (« Doombots » en version originale), des copies androïdes de lui-même qu'il envoie en mission à sa place. À plusieurs reprises, les héros qui l'ont affronté se sont rendu compte, au terme du combat, que celui qu'ils croyaient être Fatalis était en réalité un Fatalibot envoyé par le vrai Fatalis, ou bien un robot qui s'était rebellé et qui se prenait pour l'original.
À certains moments, il a également utilisé ses connaissances scientifiques pour voler ou copier les pouvoirs d'autres personnages de l'univers Marvel, comme le Surfer d'argent ou le Beyonder.
En tant que monarque absolu de Latvérie, Fatalis bénéficie de l'immunité diplomatique, rendant son arrestation impossible notamment par la Police des États-Unis. Il a aussi un contrôle total sur les ressources naturelles et technologiques de son pays, ainsi que l'économie, la main d'œuvre et les forces militaires de sa nation.

### Pouvoirs
En complément de son génie scientifique, le Docteur Fatalis possède des connaissances basiques dans les arts occultes et mystiques apprises auprès de moines tibétains, qui plus tard seront augmentées considérablement grâce à la fée Morgane. Cela le rend, entre autres, capable de projeter des rafales d'énergie, d'ériger des boucliers mystiques pour se protéger et d'invoquer des hordes de créatures démoniaques. À l'époque où il avait passé un pacte avec les Haazareth, ses pouvoirs mystiques étaient aussi puissants que ceux du Docteur Strange.
De plus, la race extra-terrestre des Ovoids (en) lui a appris à transférer psychiquement son esprit dans le corps d'une autre créature vivante (échangeant ainsi son esprit avec celui d'un autre individu et intervertissant leurs corps), par simple contact visuel (une sorte de « téléchargement de l'esprit »), ce qui lui a permis à plusieurs reprises d'éviter d'être tué ou incarcéré. Cependant, si sa concentration est brisée, son esprit peut revenir en arrière ; il utilise donc rarement ce pouvoir, à moins que ce soit absolument nécessaire.
Fatalis est aussi doté d'une ténacité à toute épreuve, au point de pouvoir résister à la capacité de contrôle mental de l'Homme pourpre par la seule force de sa volonté.

### Équipement

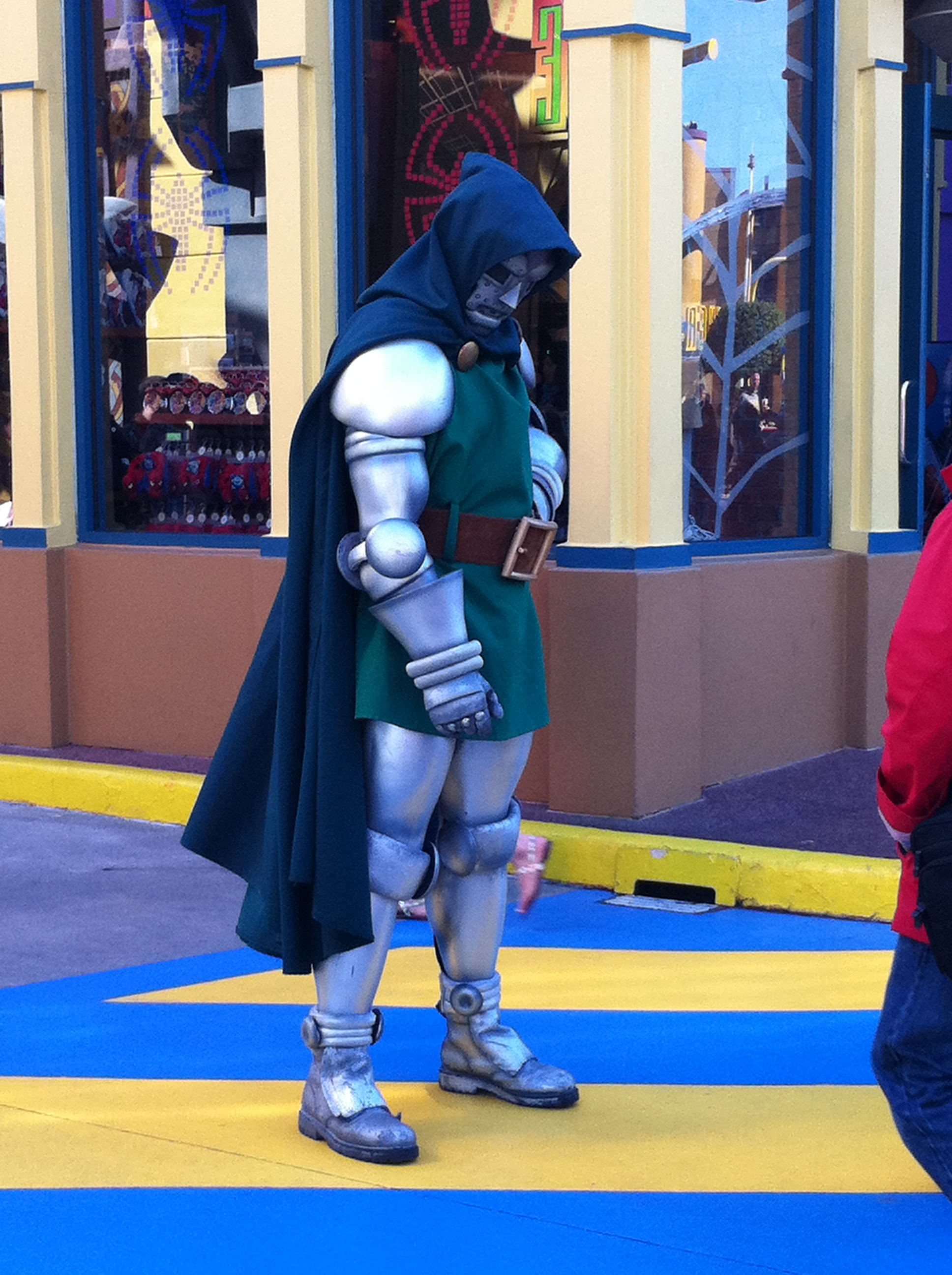
Cosplay du Docteur Fatalis.

L'armure portée par Fatalis, constituée de titane, augmente ses capacités physiques à un niveau surhumain. Alimentée en énergie électrique par un générateur nucléaire thermoélectrique miniature, elle est incroyablement résistante. Elle possède deux propulseurs dorsaux qui permettent à Fatalis de voler, ainsi qu'un champ de force personnel et la capacité de libérer des décharges de force pure. Sa surface peut également être électrifiée, obligeant d'éventuels assaillants à lâcher l'armure.
Pouvant être rendue étanche et hermétique, l'armure est aussi équipée d'un système de survie (notamment une réserve d'air de 4 heures) permettant à son porteur de survivre pendant de longues périodes sous l'eau ou dans le vide spatial.
Le Docteur Fatalis a parfois rajouté (de manière provisoire) des systèmes auxiliaires à l'armure, comme un agrandisseur moléculaire qui provoque l'agrandissement des molécules jusqu'à leur donner la taille de rochers, ou des absorbeurs d'énergie (utilisés contre le Surfer d'argent ou encore le Beyonder).

## Personnalité et influence

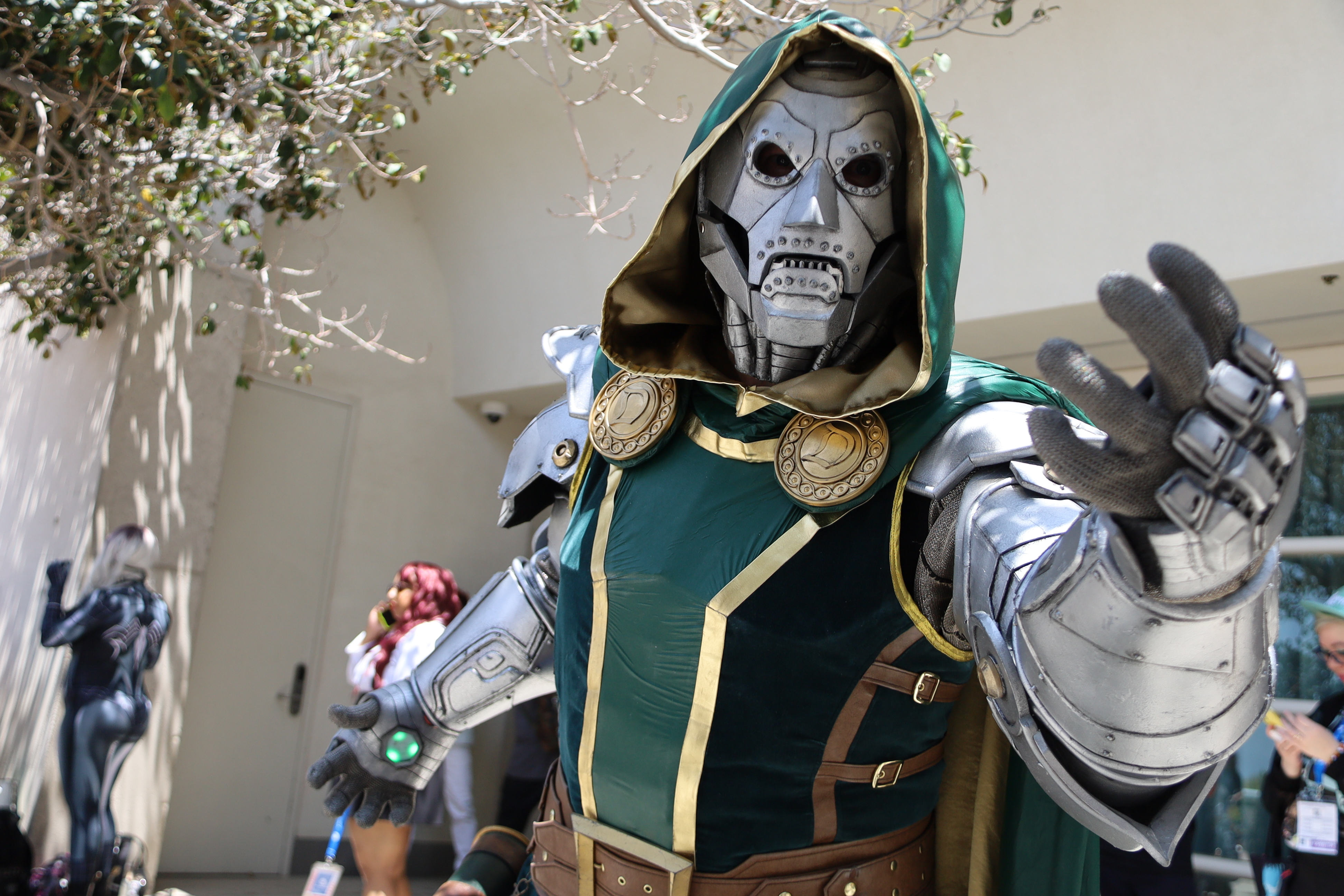
Cosplay de Fatalis.

Du fait de ses talents et de ses capacités, le Docteur Fatalis est considéré comme l'un des principaux super-vilains de l'univers Marvel. Ennemi personnel des Quatre Fantastiques (notamment à cause de sa rivalité avec Red Richards), son caractère mégalomane et stratégique lui a valu d'affronter les plus grandes puissances de cet univers.
Ainsi, on l'a vu voler son pouvoir au Surfer d'argent ou emprunter son pouvoir à Galactus en personne avant d'affronter le tout-puissant Beyonder, à qui il vola également son pouvoir. Associé au Docteur Strange, il a également affronté Méphisto, l'incarnation du Diable, sur son propre terrain en enfer pour sauver l'âme de sa mère. Paradoxalement, il lui est cependant arrivé d'être vaincu par des personnages secondaires et peu puissants comme Squirrel Girl.
Son ego démesuré est d'ailleurs sa principale faiblesse, car Fatalis est convaincu qu’il peut surpasser et vaincre Richards, conquérir le monde (et parfois même l’univers), mais surtout qu'il le mérite et qu’il s’agit de son destin. Par ailleurs, dans certaines de ses histoires, il est vu parler de lui à la troisième personne, une preuve de plus de sa mégalomanie.
Bien qu’il ait fait preuve plusieurs fois d’intransigeance et de manque de considération pour la vie d’autrui, il respecte pour autant un certain code d'honneur, qu’il définit lui-même : lorsqu’il donne sa parole, il respecte toujours celle-ci (à la lettre). Dictateur cruel et sans pitié prêt à punir immédiatement tout individu coupable de désobéissance ou de trahison, il est cependant capable de traiter ses sujets avec une certaine forme de justice ; c'est ainsi que la Latvérie est devenue, au fil des années de son règne sans partage, un paradis sur Terre dont les habitants ne manquent de rien, sauf d’autonomie. Fatalis a même démontré qu’il était capable de risquer sa propre vie pour protéger sa nation. Par ailleurs, certains événements ont montré que ses sujets apprécient réellement leur souverain, même si leur amour pour lui est aussi mêlé de crainte.
Personnage complexe du fait de ses mobiles, ses besoins, ses chagrins ou ses frustrations, Fatalis est, selon Stan Lee, l'archétype du « "super-vilain-tyran politique" tragique et torturé ».

## Versions alternatives
Dans la série spéciale Marvel 2099, on voit réapparaître le Docteur Fatalis qui arrive à cette époque grâce à une machine temporelle. Il va reprendre le pouvoir dans une Latvérie complètement dévastée par des grands consortiums industriels et arrivera même à devenir président des États-Unis. On apprend également dès le début que seuls ses souvenirs sont à lui, son corps étant celui d'un autre. L'un de ses buts sera alors de savoir ce qui lui est arrivé, et qui en est responsable.
Dans Earth X, le Docteur Fatalis étant mort, Red Richards occupe son armure et son château avec Ben Grimm, Alicia Masters et ses deux enfants, Buzz & Chuck.
Sur la Terre-892, le Docteur Fatalis dominera la planète grâce au Cube cosmique.
Dans Marvel Zombie 2: Army of Darkness, Fatalis garde son titre de souverain de la Latvérie et tente de trouver un moyen pour échapper à la vague « Zombie » propagée par Sentry. Il fera brièvement équipe avec Dazzler, la Sorcière rouge et Ash, de la saga Evil Dead. Il finira cependant par être infecté par le virus de zombification mais, même dans cet état, il parviendra à résister au virus assez longtemps pour transporter un maximum de survivants dans une autre dimension, dont Ash et certains Latvériens. On ne sait pas ce qu'il advient de Fatalis par la suite.
Lors du crossover House of M, dans une réalité altérée par la Sorcière rouge, les Quatre Fantastiques originaux ont tous péris dans l'accident spatial à l'origine de leurs pouvoirs, à l'exception de Ben Grimm (la Chose). Celui-ci est utilisé comme esclave par Fatalis qui forme une équipe, les « Terrifics », avec sa femme et son fils. Ensemble, ils tentent de destituer Magnéto en l'exilant sur une planète éloignée ; le plan échoue grâce à Grimm. S'ensuit un combat entre la Maison Magnus et les Terrifics. Fatalis ressort vaincu, sa femme et son fils étant tués au cours du combat.
Dans l'univers alternatif Old Man Logan, Fatalis participe à l'extermination des super-héros et reçoit le commandement d'une partie des États-Unis. Il est marié à la mutante Emma Frost.
Dans l'univers alternatif Deadpool kills the Marvel Universe again, Fatalis fait partie de la coalition de super-vilains menés par Crâne rouge. Il participe à la manipulation mentale de Wade Wilson (Deadpool) qui le force à tuer les héros. Lorsque Deadpool se rend compte de ses actes, il massacre les vilains, poussant Fatalis à se retirer temporairement du royaume terrestre en utilisant sa magie. Fatalis avoue également ne pas faire confiance aux autres super-vilains de la cabale, excepté Magnéto, le seul pour lequel il a du respect, voire de l'admiration.

## Publications du personnage
- (en) Astonishing Tales (en) #1-8, 1970.
- (en) Marvel Graphic Novel (en) #27 (roman graphique sous-titré Emperor Doom), 1987.
- (en) Doctor Strange and Doctor Doom: Triumph and Torment #1 (roman graphique ; en France : Docteur Strange et Docteur Fatalis, Top BD (Lug) no 18)
- (en) Doom 2099 (en) #1-44, 1993.
- (en) Marvel 2099 Special: The World of Doom #1, 1995.
- (en) X-Men/Doctor Doom Annual '98, 1998.
- (en) Heroes Reborn: Doom #1, 2000.
- (en) Heroes Reborn: Doomsday #1, 2000.
- (en) Doom: The Emperor Returns #1-3

## Apparitions dans d'autres médias

### Cinéma
|                                                                                             |  |  |
| Les acteurs Julian McMahon et Toby Kebbell, interprètes du personnage de Fatalis au cinéma. |  |  |

Le Docteur Fatalis est d'abord interprété au cinéma par Joseph Culp (en) dans le film inédit Les Quatre Fantastiques, réalisé par Oley Sassone en 1994.
Le rôle est ensuite repris par Julian McMahon dans le film Les Quatre Fantastiques (2005) et dans la suite, Les Quatre Fantastiques et le Surfer d'argent (2007).
- Dans ces films, Fatalis n'a pas du tout la même origine. Son passé est alors totalement inconnu. C'est un milliardaire à la tête d'une grande société pourtant proche de la faillite. Pour remonter la pente, il décide de parrainer le projet de Red Richards consistant à étudier le nuage de rayons cosmiques. Lui ainsi que les futurs 4 Fantastiques partent sur une station spatiale. Mais Richards s'est trompé dans ses calculs et le nuage cosmique arrive plus tôt que prévu. Fatalis est exposé en même temps que les autres. Son corps commence lentement à se métalliser et il acquiert le pouvoir d’absorber de l'électricité, de lancer des éclairs et de perturber le réseau électrique quand il se met en colère. Décidé à gagner encore plus de pouvoir, il se sert d'une machine de Richards pour accélérer la métallisation. Puis il revêt un long manteau vert et un masque de métal entreposé chez lui. Enfin, il affronte les 4 Fantastiques qui réussissent à le vaincre grâce à un choc thermique. À la fin du film, Fatalis, figé et présumé mort, est placé dans un conteneur spécial sur un bateau.
- Dans le deuxième film, on découvre que le conteneur de Fatalis a été amené en Latvérie. Là-bas, l'énergie dégagée par le Surfer d'argent le réveille. Il enlève son masque et entreprend de découvrir le secret du Surfeur. Il réussit à le trouver au Groenland et lui propose une alliance. Mais le Surfeur refuse et se sert de ses pouvoirs contre lui, ce qui a pour effet de « démétalliser » son corps. Fatalis découvre ensuite l'immense pouvoir du surf et décide de s'en emparer. Pour cela, il s'allie aux 4 Fantastiques et à l'armée américaine. Une fois le Surfeur capturé et séparé de son surf, il trahit ses nouveaux alliés et vole le surf. Il affronte ensuite les 4 Fantastiques et c'est finalement la Torche, équipé des 4 pouvoirs, qui le bat et l'envoie au fond de l'océan. On ne sait pas s'il a survécu. Le costume de Fatalis dans ce film est très différent de celui du premier film et plus proche des comics. Il n'a plus de manteau mais une simple cape noire à capuche. Son corps n'étant plus métallisé, il porte une armure ainsi que son masque de métal qu'il remet à la fin du film.

Dans Les 4 Fantastiques (2015), le reboot de la saga, une version plus jeune de Fatalis est interprétée par Toby Kebbell.
Originaire de Latvérie, Victor von Fatalis est le précurseur du voyage trans-dimensionnel, un projet qu'il a développé aux côtés de Franklin Storm pour qui il est un fils spirituel. Il finalise ensuite le projet avec l'aide de Reed Richards, Ben Grimm, Sue et Johnny Storm. Lors d'une expédition dans une autre dimension nommée "Terre Zéro", il est aspergé d'un puissant acide verdâtre avant de chuter du haut d'une falaise. Il est alors présumé mort.
Un an plus tard, Reed Richards, Ben Grimm, Johnny et Sue Storm sont devenus des humains doués de fantastiques capacités à la suite de leur passage dans la Terre Zéro. Une seconde expédition est alors organisée et Victor est retrouvé vivant. Cependant, il est gravement blessé et sa combinaison semble avoir fusionnée avec son corps. On découvre alors que Victor est devenu fou à la suite de sa mort présumée et que le contact avec l'étrange acide verdâtre l'a rendu très puissant. Il déclare la guerre à l'humanité dont il pense qu'elle va saccager la Terre Zéro qu'il considère désormais comme son royaume. Reeds, Ben, Sue et Johnny décident alors de s'allier contre Victor et ensemble, ils parviennent à le vaincre. Il périt lors qu'il fusionne avec un portail temporel qu'il avait lui-même ouvert.
Le 20 juillet 2017, lors du Comic-Con, le scénariste Noah Hawley évoque un projet de film centré sur le Docteur Fatalis. Le 5 janvier 2018, le site CinemaBlend s'interroge sur l'avenir du projet d'un film Docteur Fatalis, évoqué en 2017 par Noah Hawley avec la fusion annoncée Disney-Fox.
Le 26 mars 2025, il a été annoncé que l'acteur Robert Downey Jr. incarnera le Docteur Doom dans Avengers: Doomsday, prévu pour 2026.
Ce dernier fais une brève apparition dans la scène inter crédit du film Les Quatre Fantastiques : Premiers pas (2025).

### Télévision
- Dans la série animée Spider-Man et ses amis extraordinaires (épisode 2, « Le fantastique M. Frump », 1982), le Docteur Fatalis affronte Spider-Man, Iceberg et Firestar.
- Dans la série animée Spider-Man, l'homme-araignée (1994), il apparaît dans la cinquième saison. Il est l'un des cinq super-vilains que doivent affronter Spider-man, Tornade, Iron Man et les Quatre Fantastiques.
- Dans la série South Park (saison 7, épisode 2, « Les Gangs de Denver », 2003), il apparaît au sein de la Ligue du mal.
- Dans la série Ultimate Spider-Man (2012-2017), il apparaît dans l'épisode 3, vaincu en Latvérie par Spider-Man et son groupe. Mais cela se révèle être un piège car Fatalis pénètre dans l’Héliporteur du SHIELD, qu'il manque de faire s'écraser avant de s'évader. Il réapparaît dans l'épisode 23 à l'ambassade de Latvérie aux États-Unis en possession du bouclier de Captain America, y affronte Spider-Man et Captain America, avant d'être capturé par le SHIELD.

Le personnage est également présent dans toutes les séries animées sur les Quatre Fantastiques (celles de 1967, 1978, 1994 et 2006) et aussi en 3D dans la série Iron Man: Armored Adventures (2009-2012).

### Jeux vidéo
- 1996 : Marvel Super Heroes in War of the Gems (boss de fin)
- 2006 : Marvel: Ultimate Alliance (boss de fin)
- 2012 : Ultimate Marvel vs. Capcom 3 (personnage jouable)
- 2013 : Lego Marvel Super Heroes (personnage jouable)
- 2013 : Lego Marvel Super Heroes : L'Univers en Péril
- 2015 : Marvel Heroes (boss de fin)[28]
- 2018: Marvel Strike Force (personnage jouable)
- Fortnite Battle Royale : En plus de proposer deux tenues pour les joueurs, le Docteur Fatalis est un personnage récurrent du jeu, étant pour la première fois apparu dans la saison 4 du chapitre 2 (2020). Lui et d'autres personnages de Marvel ont été convoqués par Thor afin de combattre Galactus[29]. Ensuite présent dans les comics Fortnite X Marvel: La Guerre Zéro (2022), Fatalis est cette fois un antagoniste majeur. Aidant l'Institut Onirique à combattre les Sept et leurs alliés, Fatalis va également respecter son propre agenda en prenant d'abord un fragment du Point Zéro pour lui-même avant de finalement dérober les armes du Roi des Glaces pour les emmener dans son univers, trahissant l'IO au passage. Il revient ensuite dans le chapitre 5 (2024). Introduit dans la saison 2 après la défaite de Zeus, le Docteur Fatalis agit en coulisses sous le pseudonyme du Vagabond[30].

### Jeu de plateau
Le Docteur Fatalis apparaît dans le jeu de plateau HeroScape Marvel sous le nom de « Doctor Doom ».

## Dans la culture populaire

### Web-série
Le Docteur Fatalis apparaît dans la web-série parodique française Flander's Company sous le nom de « Fataloose », comme membre de la Confrérie des ombres, une organisation secrète regroupant les plus puissants super-vilains.

### Jeux vidéo
Le personnage du Docteur Fatalis (« Dr Doom » en version originale) est parodié dans le jeu vidéo de cartes à collectionner Hearthstone, le jeu lui rendant hommage avec la carte du serviteur « Dr Boom », appelé « Dr Boum » dans la version française du jeu.

### Musique
Le nom « Doctor Doom » a été utilisé par le rappeur britannique MF DOOM (Daniel Dumile) comme l'un de ses noms de scènes. Il reprend aussi certains attributs du personnage comme le masque de métal, se rendant ainsi anonyme (« MF » dans MF DOOM signifiant « metal face », « visage de métal » en français).

### Télévision
Dans la série animée South Park, le personnage a servi d'inspiration au double maléfique de Butters Stotch, à savoir le « Professeur Chaos », lui permettant d'expulser ses frustrations.